# アース・スター エンターテイメント
株式会社アース・スター エンターテイメント（英: EARTH STAR Entertainment）は、日本の出版社。カルチュア・エンタテインメントグループの子会社。社名の由来は「地上の星」。

## 沿革

### 旧法人
2006年6月5日に株式会社トップ・パートナーズ傘下の総合エンターテイメント会社として、東京都港区のリビエラ南青山ビルに設立し、映画製作事業から開始した。2007年8月に本社所在地を渋谷区の恵比寿ネオナートに移転。2008年9月にビデオメーカー事業と出版事業を開始した。2009年5月にタレントマネージメント事業を開始し、同年10月放送開始の「聖剣の刀鍛冶」よりアニメ製作事業に参入した。2010年4月に本社所在地を恵比寿ガーデンプレイスに移転。同年12月にコミックレーベル「アース・スターコミックス」を創刊し、コミックス事業に参入。2011年3月にメディアミックスコミック誌「月刊コミック アース・スター」を創刊。2012年8月に本社所在地を渋谷ガーデンタワーに移転。
2013年2月にTVアニメ「まんがーる！」主題歌CD「girl meet DEADLINE」発売し、音楽事業に参入。2014年12月に「アース・スターノベル」創刊し、ライトノベル分野に参入。2016年3月に事務所を港区のdaiwa赤坂ビルに移転した。
2016年7月よりアニメ事業を、トップ・パートナーズの子会社トップ・マーシャルが新設した新レーベル「スマイラルアニメーション」に移管。ただし移管後も一部作品において企画協力など、副次的なアニメへの関与は継続していた（『無責任ギャラクシー☆タイラー』など）。
2018年3月31日をもって声優・タレント事業から撤退。それに伴い所属タレントは退所をすることになった。
2018年4月3日に株式会社泰文堂の全株式を取得。同年5月15日、泰文堂がアース・スター エンターテイメントを吸収合併し解散。

### 新法人
三省堂元社員の篠崎信次が大正5年に泰文堂を創業し、英語参考書の出版を始める。1939年6月に株式会社泰文堂へ法人化し、篠崎萬蔵が社長に就任。2014年6月株式会社イードの子会社となる。2018年4月（旧）株式会社アース・スター エンターテイメントの子会社となり、同年5月に親会社（旧）株式会社アース・スター エンターテイメントを合併し、商号を株式会社アース・スター エンターテイメントへ変更。2018年7月に事務所を品川区の目黒セントラルスクエアに移転した。
2023年3月に親会社だったトップ・パートナーズの吸収合併に伴う解散のため、カルチュア・エンタテインメントの孫会社から直接子会社となった。同年秋以降、親会社に吸収合併されたSMIRALに代わる形でアニメ事業へ復帰している。

## 現行事業

### 出版事業
ウェブコミック
- コミック アース・スター

書籍レーベル
- アース・スターノベル
- アース・スター ルナ
- 泰文堂 - 語学書、実用書

漫画レーベル
- アース・スターコミックス

#### かつて発行していた雑誌
- 月刊コミック アース・スター（2011年 - 2014年）

### 映像事業

#### アニメ作品
- 聖剣の刀鍛冶
- ヤマノススメ/ヤマノススメ セカンドシーズン
- まんがーる!
- てーきゅう
  - 高宮なすのです! 〜てーきゅうスピンオフ〜
  - うさかめ
- 血液型くん!
- 世界でいちばん強くなりたい!
- pupa
- ノブナガン（企画協力）
- ミリオンドール
- 枕男子
- あにトレ!EX
- 魔法少女なんてもういいですから。
- 鬼斬
- 無責任ギャラクシー☆タイラー [16]
- 冒険者になりたいと都に出て行った娘がSランクになってた[注 1]
- 即死チートが最強すぎて、異世界のやつらがまるで相手にならないんですが。

### 音楽事業
- アース・スターレコード
  - ウタヒメドリーム

### プロダクション事業
- 花耶[17]

## 過去の事業

### 映画作品
- LOVEDEATH ラブデス（2007年公開） - 製作[18]
- きみにしか聞こえない（2007年公開） - 製作
- エクスクロス 魔境伝説（2007年公開） - 製作
- レア・エクスポーツ 囚われのサンタクロース（英語: Rare Exports: A Christmas Tale）（2011年公開） - 配給
- ラバー（2012年公開） - 配給
- タッカーとデイル 史上最悪にツイてないヤツら（2012年公開） - 配給
- 闇を生きる男（2012年公開） - 配給
- ザ・インシデント（英語: The Incident (2011 film)）（2012年公開） - 配給
- ラブリー・モリー（英語: Lovely Molly）（2012年公開） - 配給
- エージェント・ハミルトン 祖国を愛した男（スウェーデン語: Hamilton – I nationens intresse）（2012年公開） - 配給
- タワー・ブロック（英語: Tower Block (film)）（2012年公開） - 配給
- ウォー・オブ・ザ・デッド（英語: War of the Dead）（2012年公開） - 配給
- THE DAY ザ・デイ（英語: The Day (2011 film)）（2012年公開） - 配給
- アイアンクラッド（2012年公開） - 配給
- ヘッドハンター（2012年公開） - 配給
- アウェイクニング（2012年公開） - 提供
- HICK ルリ13歳の旅 - 提供
- SUSHI GIRL（2012年公開） - 配給
- 理想の出産（英語: A Happy Event）（2012年公開） - 配給
- HIT＆RUN（英語: Hit and Run (2012 film)）（2013年公開） - 配給
- 15歳、アルマの恋愛妄想（2013年公開） - 配給
- ザ・ワーズ 盗まれた人生（2013年公開） - 配給
- ザ・ディープ（2013年公開） - 配給
- エージェント・ハミルトン ベイルート救出作戦（スウェーデン語: Hamilton – Men inte om det gäller din dotter）（2013年公開） - 配給
- 21オーバー 最初の二日酔い（2013年公開） - 配給
- ロスト・メモリー（ドイツ語: Du hast es versprochen）（2013年公開） - 配給
- ジンジャーの朝 〜さよなら、わたしが愛した世界（2013年公開）- 提供
- ラスト・ワールド（英語: After the Dark）（2013年公開） - 配給
- ビューティフル・クリーチャーズ 光と闇に選ばれし者（2013年公開） - 配給
- MUD -マッド-（2014年） - 配給
- パイオニア（英語: Pioneer (film)）（2014年公開） - 配給
- U Want Me 2 Kill Him/ユー・ウォント・ミー・トゥ・キル・ヒム（英語: Uwantme2killhim?）（2014年公開） - 配給
- ヴァンパイア・アカデミー（英語: Vampire Academy (film)）（2014年公開） - 配給
- アイアンクラッド ブラッド・ウォー（英語: Ironclad: Battle for Blood）（2014年公開） - 配給
- マイ・ブラザー 哀しみの銃弾（2014年公開） - 提供
- FRANK -フランク-（2014年公開） - 配給
- ラブ・パンチ（英語: The Love Punch）（2014年公開） - 配給
- ReLIFE（2017年公開） - 製作

### オリジナルビデオ
- 超クソゲー
- 樹海のオトシモノ
- エロ怖い怪談シリーズ
- あの撮影現場で本当に起きた恐怖映像[19]
- ミッドナイトエンジェル ～世直し官能喫茶～
- 呪いのご当地都市伝説シリーズ

### 声優・タレント事業

#### かつて所属していたタレント
- 内田茉菜美[20]
- 近藤佑帆[21]
- 矢城利恵香
- 望月将[22]
- 山下真実[23]（現芸名：山下まみ、現所属：青二プロダクション）
- 鳴海杏子（2016年3月31日まで）
- アース・スター ドリームメンバー
  - 村北沙織（2015年5月16日まで、クロコダイル所属後に引退）
  - 斎藤愛永（2015年6月29日まで、引退）
  - 海月いづみ（2017年3月15日まで、引退）
  - 愛原ありさ（2017年12月31日まで、現所属：マウスプロモーション）
  - 谷尻まりあ（2017年12月31日まで、現所属：MILLENNIUM PRO）
  - 小出ひかる（2018年3月31日まで、現芸名：小珠ひかる、ディアステージ所属後動向不明）
  - 中島由貴（2018年3月31日まで、現所属：ビーフェクト）
  - 高尾奏音（2018年3月31日まで、現所属：アンシェリ）
  - 曽我部英理（2018年3月31日まで、トライストーン・エンタテイメント運営の俳優養成所に入所後に引退）